# Samuel Doria Medina
Samuel Doria Medina  Auza  (ur. 4 grudnia 1958 w La Paz) – boliwijski polityk i przedsiębiorca, minister planowania w latach 1989-1993, kandydat w wyborach prezydenckich w 2005 oraz w 2009.

## Życiorys
Samuel Doria Medina urodził się w 1958 w La Paz. Jego ojciec Samuel pochodził z departamentu Chuquisaca, a matka Yolanda z miasta Potosí. Wychował się razem z 6 siostrami w Oruro.
W 1987 rozpoczął studia na Universidad Católica Boliviana San Pablo w La Paz, jednak w 1980 musiał je przerwać i wyjechał do Stanów Zjednoczonych, gdzie kontynuował naukę. W 1982 wyjechał do Wielkiej Brytanii, gdzie w roku następnym ukończył studia w dziedzinie rozwoju gospodarczego i finansów publicznych na London School of Economics.
W 1989 założył firmę SOBOCE, zajmującą się produkcją cementu. Od tego momentu rozpoczął działalność biznesową, stając się również właścicielem boliwijskiej sieci restauracji Burger King i jednym z najbogatszych ludzi w kraju.
W latach 1989–1993 zajmował stanowisko ministra planowania w rządzie prezydenta Jaime Paz Zamory. Stanął na czele Frontu Jedności Narodowej (Frente de Unidad Nacional). Z jego ramienia wziął udział w wyborach prezydenckich 18 grudnia 2005. Zajął w nich trzecie miejsce z wynikiem 7,8% głosów poparcia, za Evo Moralesem oraz Jorge Quirogą.
W 2009 ponownie zdecydował się na udział w wyścigu prezydenckim i został jednym z kandydatów w wyborach prezydenckich 6 grudnia 2009. Zdobył w nich 5,65% głosów poparcia, zajmując trzecie miejsce.